# Dror Stanisławów
Dror Stanisławów (hebr. ‏מועדון ספורט יהודי דרור סטאַניסלעװ‎) – żydowski klub piłkarski z siedzibą w mieście Stanisławów (obecnie Iwano-Frankiwsk na Ukrainie), działający w latach 1932–1933.

## Historia
Chronologia nazw:
- 1932: Ż.K.S. [Żydowski Klub Sportowy] Dror Stanisławów
- 1933: klub rozwiązano

Żydowski Klub Sportowy Dror został założony w Stanisławowie na początku lat 30. XX wieku. W sezonie 1932 zespół debiutował w rozgrywkach Klasy B podokręgu Stanisławów Lwowskiego OZPN. Zajął końcowe 6.miejsce w tabeli. W 1933 spadł na 7.pozycję, ale już w następnym sezonie 1934 nie zagrał w klasie B i klub został rozwiązany.

## Sukcesy

### Trofea międzynarodowe
Nie uczestniczył w rozgrywkach europejskich (stan na 31-05-2024).

### Trofea krajowe
| \| \| Zdobyte trofea w rozgrywkach Polski (stan na: 31-05-2024) \| |                                                           |      |          |
| Rozgrywki                                                          | Osiągnięcie                                               | Razy | Sezon(y) |
| Mistrzostwo                                                        | I miejsce                                                 | 0    |          |
| Mistrzostwo                                                        | II miejsce                                                | 0    |          |
| Mistrzostwo                                                        | III miejsce                                               | 0    |          |
| Puchar                                                             | zdobywca                                                  | 0    |          |
| Puchar                                                             | finalista                                                 | 0    |          |
| II liga                                                            | I miejsce                                                 | 0    |          |
| II liga                                                            | II miejsce                                                | 0    |          |
| II liga                                                            | III miejsce                                               | 0    |          |
| Polska                                                             | Zdobyte trofea w rozgrywkach Polski (stan na: 31-05-2024) |      |          |

- Klasa B LOZPN, podokręg Stanisławów
  - 6.miejsce (1): 1932

## Poszczególne sezony

### Rozgrywki międzynarodowe

#### Europejskie puchary
Klub nie uczestniczył w rozgrywkach europejskich.

### Rozgrywki krajowe
| \| Polska \| Bilans występów klubu w rozgrywkach piłkarskich Polski (Stan na 31 maja 2024 r.) \| \| |                                                                                  |        |       |   |   |   |    |    |     |           |        |        |      |
| Poziom                                                                                              | Rozgrywki                                                                        | Sezony | Mecze | Z | R | P | B+ | B– | Pkt | Lata      | Awanse | Spadki | Naj. |
| I                                                                                                   | Liga                                                                             | 0      |       |   |   |   |    |    |     |           |        |        |      |
| II                                                                                                  | Klasa A / Liga Okręgowa                                                          | 0      |       |   |   |   |    |    |     |           |        |        |      |
| III                                                                                                 | Klasa B / Klasa A                                                                | 2      |       |   |   |   |    |    |     | 1932–1933 | 0      | 0      | 6    |
| IV                                                                                                  | Klasa C / Klasa B                                                                | 0      |       |   |   |   |    |    |     |           |        |        |      |
| | Puchar Polski                                                                    | 0      |       |   |   |   |    |    |     |           |        |        |      |
| Polska                                                                                              | Bilans występów klubu w rozgrywkach piłkarskich Polski (Stan na 31 maja 2024 r.) |        |       |   |   |   |    |    |     |           |        |        |      |

## Struktura klubu

### Stadion
Drużyna rozgrywała swoje mecze domowe w Stanisławowie na stadionie Droru.

## Kibice i rywalizacja z innymi klubami

### Derby
- Stanisławowia Stanisławów
- Strzelec Górka Stanisławów
- Prołom Stanisławów
- Admira Stanisławów
- Hakoah Stanisławów
- Jedność Stanisławów